# Oscar Casanovas
Oscar Casanovas, född 15 maj 1914 i Avellaneda, död 1987, var en argentinsk boxare.
Casanovas blev olympisk mästare i fjädervikt i boxning vid sommarspelen 1936 i Berlin.